# Athée, Mayenne
Athée  là một xã thuộc tỉnh Mayenne trong vùng Pays de la Loire tây bắc nước Pháp. Xã này nằm ở khu vực có độ cao trung bình 60 mét trên mực nước biển.
Sông Oudon chảy qua thị trấn, tạo thành phần lớn ranh giới tây nam và một phần ranh giới đông bắc.